# ویلیام هوی
ویلیام هوی (انگلیسی: William Hoy، زاده نوامبر ۱۹۵۵) تدوین‌گر اهل کشور آمریکا است.
وی تدوین‌گر فیلم‌هایی همچون رقصنده با گرگ‌ها، مردی در نقاب آهنی، شکارچی استخوان، من، ربات، چهار شگفت‌انگیز ، ۳۰۰، چهار شگفت‌انگیز: قیام موج‌سوار نقره‌ای، نگهبانان و مشت ناگهانی بوده است.